# Петроглифы Аргунского ущелья

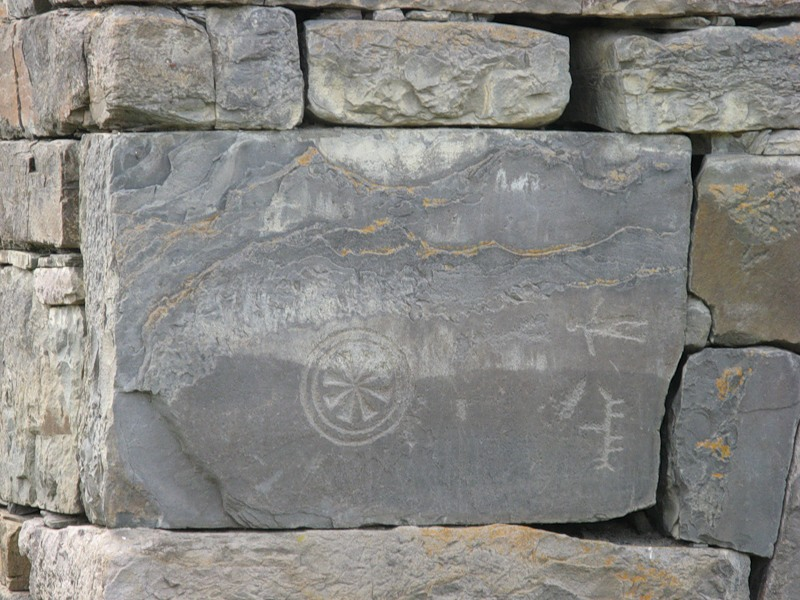
Петроглифы на башне Эткали

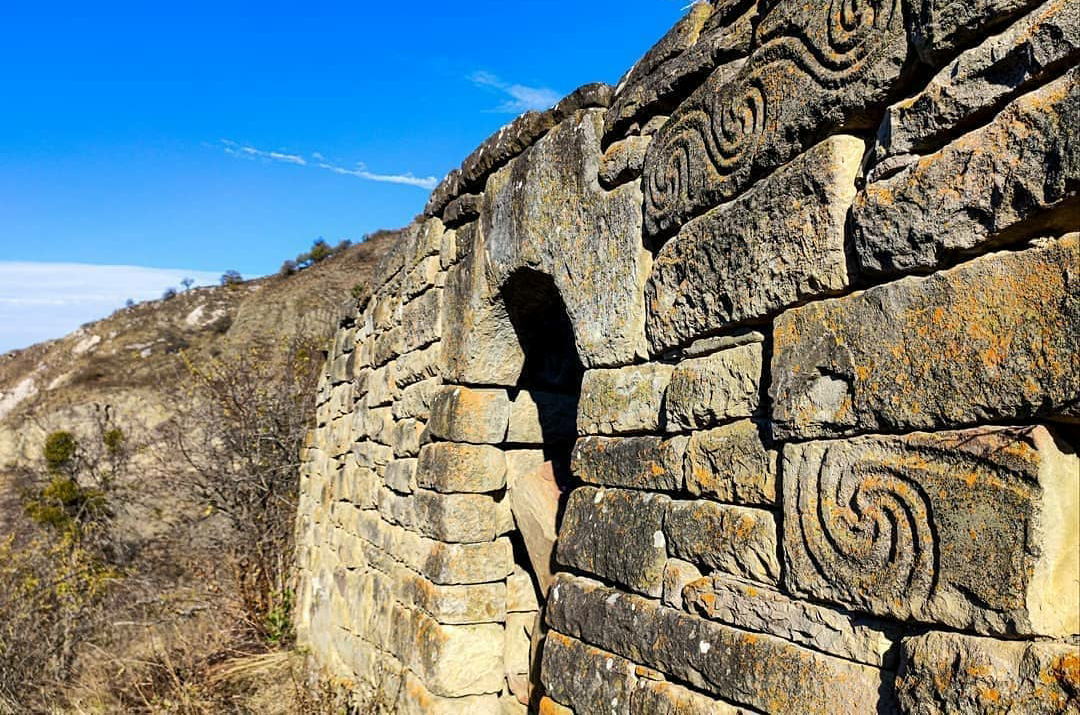
Дзумса. Петроглифы в виде бесконечности, встречающиеся на аланских пряжках

Петроглифы Аргунского ущелья — различные древние знаки на камне в виде спиралей, отпечатков ладоней, свастик, солярных знаков, оленей — известное явление для средневекового зодчества Чеченской Республики.

## История изучения петроглифов
Петроглифы на башенных строениях и склепах распространены по всей горной части Чеченской Республики. В начале XX века в Чечне побывал австрийский профессор географии Кёнигсбергского университета Бруно Плечке. Он изложил в своих научных трудах историю башенной архитектуры и быта горных районов Чечни. Позже им в Германии была выпущена книга на немецком языке «Чеченцы» (Гамбург, 1929 год), в которой большое внимание уделено памятникам зодчества и петроглифам. Он осмотрел в Майсте башни с петроглифами, «город мёртвых» Васеркел, Цекалойские башни, Терти, замковый комплекс в селе Пуога, состоящий из боевых и нескольких жилых башен.

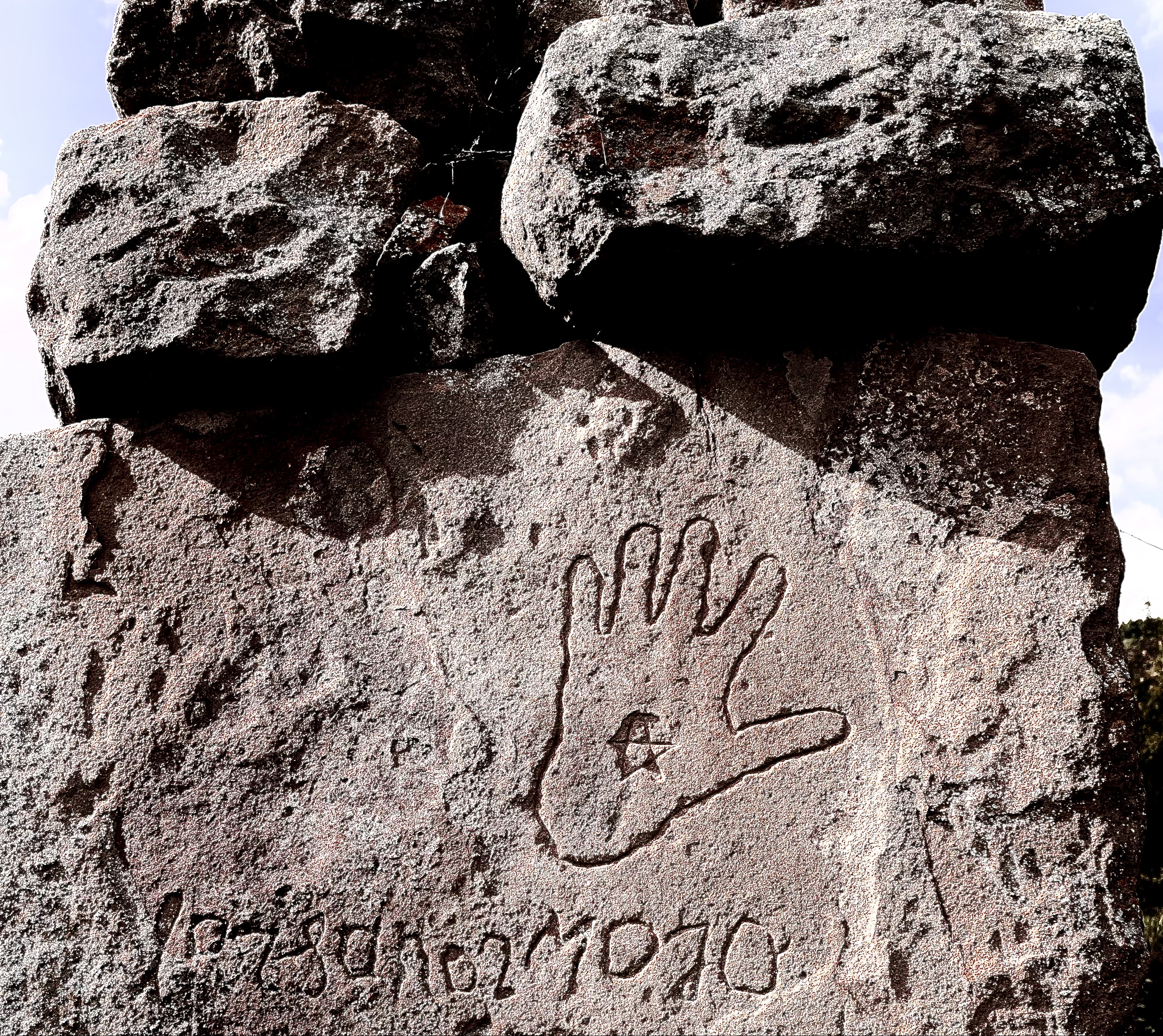
Петрогриф в виде ладони с надписью

В 1929 году петроглифы и солярные знаки осматривал археолог А. В. Уэльс. В 1938—1939 годах группа ленинградских архитекторов провела изучение горных районов Чечни, Ингушетии, Тушетии и Хевсуретии с целью изучения «старинной башенной архитектуры». Основные материалы экспедиции были утеряны во время Великой Отечественной войны 1941—1945 гг. и в литературе известен лишь дневник участницы экспедиции 1939 года Н. Уствольской. В конце 1990-х и начале 2000-х средневековые древности и петроглифы Аргунского ущелья получили отражение в одном из изданий Л. Ильясова. Древняя символика присутствует практически на всех средневековых постройках, как боевых, так и жилых башнях, которые были построены до середины 17 века.

## Археология и геологические исследования

Самая большая надпись петроглифами на стене башни в Майсте

Учёные полагали, что петроглифы появились в XI—XVI веках. Однако новейшие исследования подтвердили, что они намного древнее и обладают сходством со знаками на памятниках материальной культуры кобанской цивилизации в начале I тысячелетия до н. э. В кобанской культуре обнаруживаются те же знаки, что в чеченской: лабиринты, двойные спирали, различные свастика с округленными и прямоугольными концами, оттиск человеческой руки, змеевидные рисунки, фигуры животных и людей. Эти петроглифы относят к наиболее встречающимся на средневековых архитектурных строениях высокогорной Чечни.

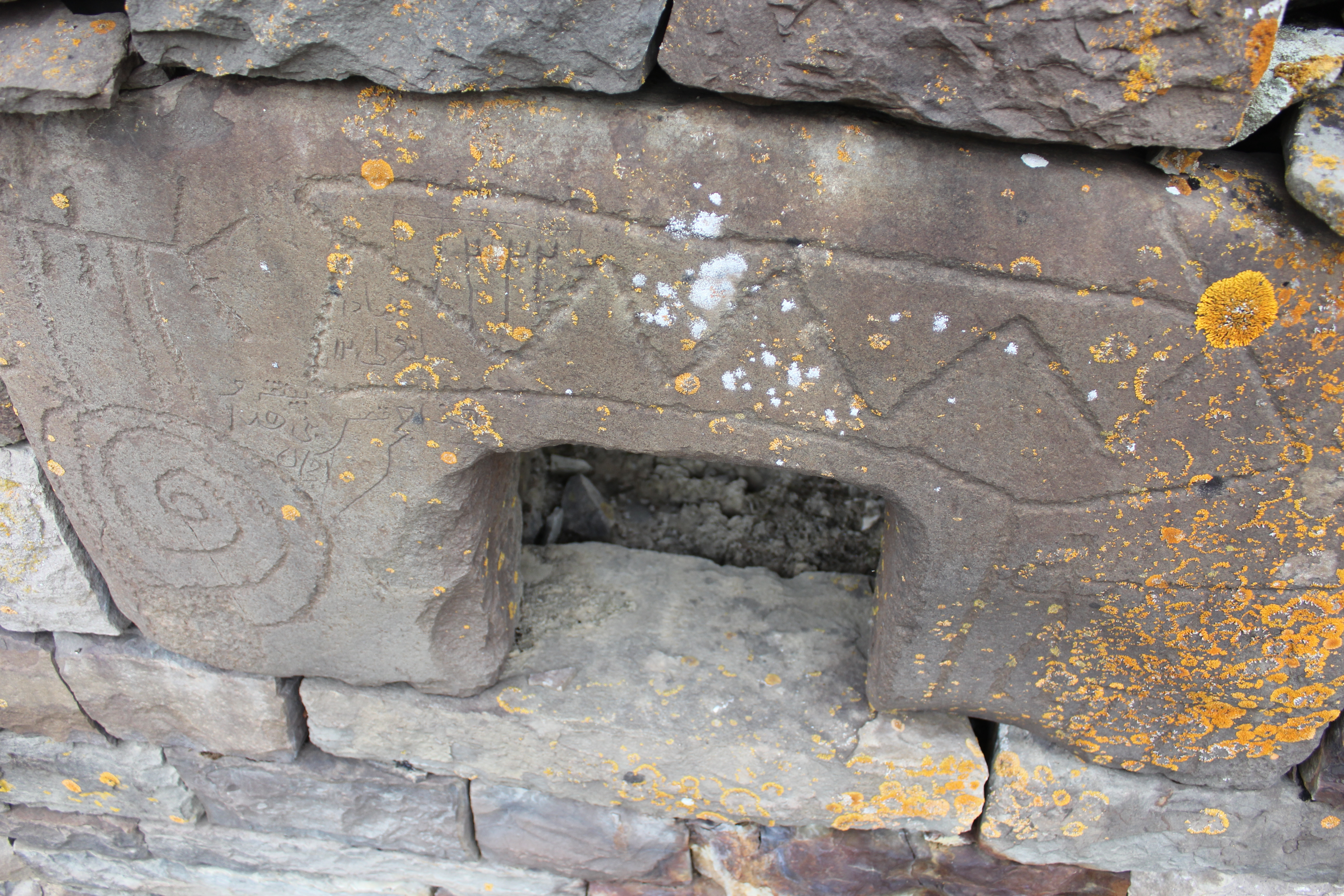
Арочный камень. Видны петроглифы

Согласно учёным, чеченские петроглифы имеют сходство с шумерским пиктографическим письмом, буквами этрусского алфавита. К самым распространенным петроглифам относятся солярные знаки и символические изображения небесных светил и вселенной.

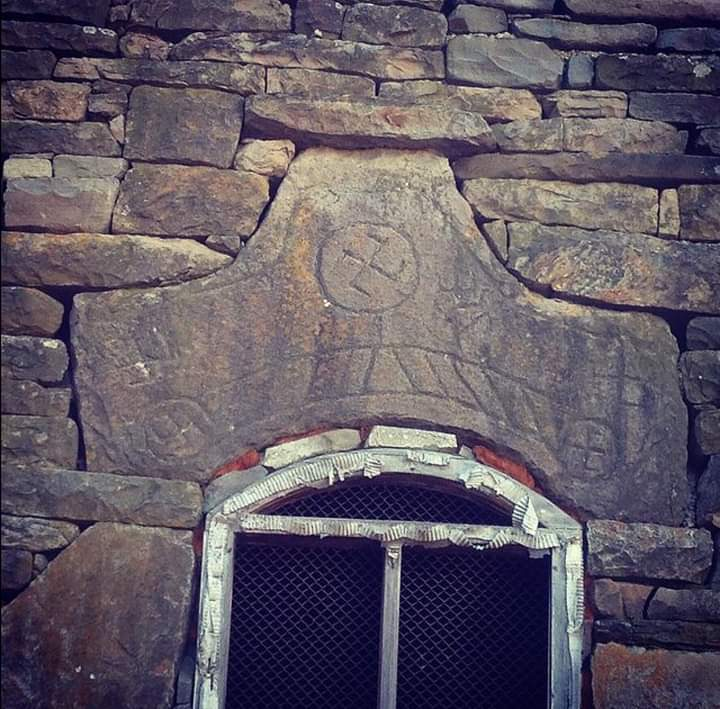
Петроглифы на арке оконного проема жилой башни в с. Химой.

Такие петроглифы представлены в форме креста отображение свастики, с загнутыми концами на ней показано движение солнца по небосводу. Вероятно, культ Солнца был развит среди нахов с III—II тысячелетия до н. э. до конца I тысячелетия н. э. Символы свастики имеются на чеченских башнях в разных вариантах: прямоугольные, криволинейные, стилизованные. Древняя прямоугольная свастика выполнена в гравировальной форме на входном проеме жилой башни в поселении Химой. Криволинейная свастика выбита на одном из камней жилой башни в селении Итум-кали, на жилой башне в поселении Зенгали (западная Чечня). Она также изображена на металлических и керамических изделиях Северного Кавказа I тысячелетия до н. э.
Если башни являлись родовыми, на них непременно были родовые знаки (тамги). Они наносились на стены фасада или арочные камни нижних входных проёмов. В качестве фамильных могли использоваться любые рисунки, в том числе буквы греческого или грузинского алфавитов, похожие фигуры животных, разные символы. Фамильные знаки повествовали о древности и силе рода, живущей в крепости. Гости, уходя, часто оставляли свои фамильные гербы на деревянных дверях башни. Это было знаком почтения по отношению к хозяину и вызвышало последнего в глазах новых гостей.
В июне 2019 года в местности Элд-Пха, что находится недалеко от башенного комплекса Никарой в Терлоевском ущелье, группа учёных обнаружила камень в кладке стены с надписью на древнем грузинском алфавите. Надпись на камне выполненная Грузинским шрифтом асомтаврули читается как «Тамр» (Царица Тамара). При этом археологами уточняется, что этот древнегрузинский алфавит употреблялся в Грузии в X—XII веках. Такие надписи в этом районе археологами фиксировались и раньше в 70-х годах прошлого столетия.

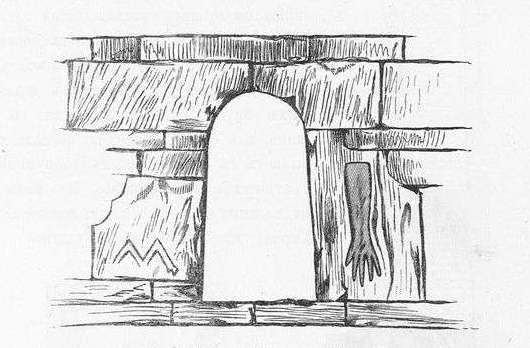
Входная дверь башни Хайбах. Рисунок Всеволода Миллера, 1886 год

Самой большой является надпись петроглифами на стене башни в Майсте, возле реки Майстойн-эрк. Она впервые была опубликована в трудах Бруно Плечке. Надпись, скорее всего, является списком слов сгруппированных по теме. Текст письма состоит из 20 символов, среди которых имеются сцена охоты (человек и олень с изображением лука между ними), различные солярные знаки и т. д. Уникальный петроглиф был обнаружен учёными на Хаcкалинской башне: три волнообразные спирали, косые перекрестия, солярный знак в виде ромашки и два перекрещивающихся круга (символ планеты Сатурн). Подобного знака нет на всём Кавказе. Некоторые петроглифы выполняли функции календаря. К солярным символам относят розетки и ромашки. Ромашки с четырьмя лепестками представляют календарный год, с тремя — сельскохозяйственный. Петроглифы наносили на видных местах, в основном возле дверных и оконных проёмов, на угловых камнях построек, не только после окончания возведения, но и позже, в связи с разными событиями. Похожие символы на камне, которым приписывали магическую силу, фиксируются в этом регионе в период с XII по XVIII век.

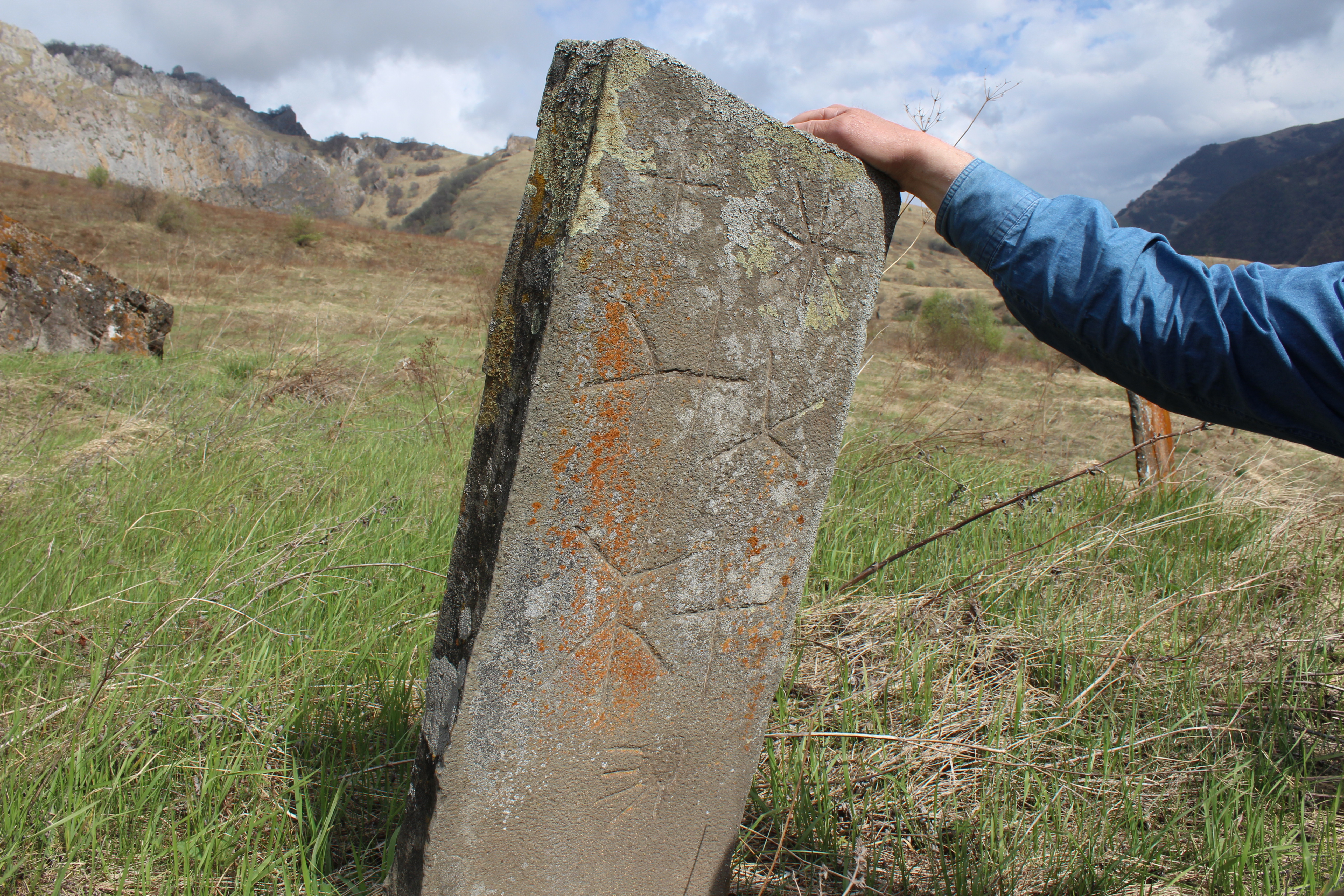
Могильный камень с петроглифами

Петроглиф в виде открытой ладони (чечен. ка) имеется почти на всех чеченских боевых башнях. Отображение руки человека считалось символом силы, власти, созидания. Кроме того, одним из смыслов ладони было владение, имущество. Отпечаток ладони, вероятно, был древнейшим прообразом личной печати владельца. У чеченцев с ладонью связаны названия некоторых предметов имущества: «ков» — ворота, «керт» — защищённое владение.
В. И. Марковин в своих научных трудах описывал петроглиф руки на старой башне Хайбах следующим образом: северо-восточная стена (фасад) имеет дверной проем, его округлая арка выбита в двух сближенных блоках, на левом камне высечен петроглиф — плоскостное изображение руки вместе с кистью. Пальцами она обращена вниз. Скорее всего, это рисунок «длани» поверженного врага.
В горной Чечне на башнях нередко можно увидеть петроглиф в виде всадника, в частности, на боевых башнях в селениях Дёре, Эткали, Чинхой. Иногда рисунок перевернут, как на башне в селении Дёре. Это связано с повторным использованием камней с петроглифами. Видимо, таким камням придавалось большое значение. Часто такие камни древнее самих башен и выделяются уровнем шлифовки и отделки. А именно они заметны в поселении Васеркел, в Майсте. Целый ряд камней имеет много петроглифов. Эти камни выделяются от других фактурой, цветом, и степенью отделки.
Часто на камнях гравировали множество изображений, представляющих целый сюжет. Так, в Моцарое есть петроглиф, изображающий трёх диких животных с наведённым на них луком со стрелой. В Макажое петроглиф изображает охотника, который целится копьем в оленя, а ещё на одном изображён охотник с луком, наведённым на оленя. Рядом с охотником нарисована собака.

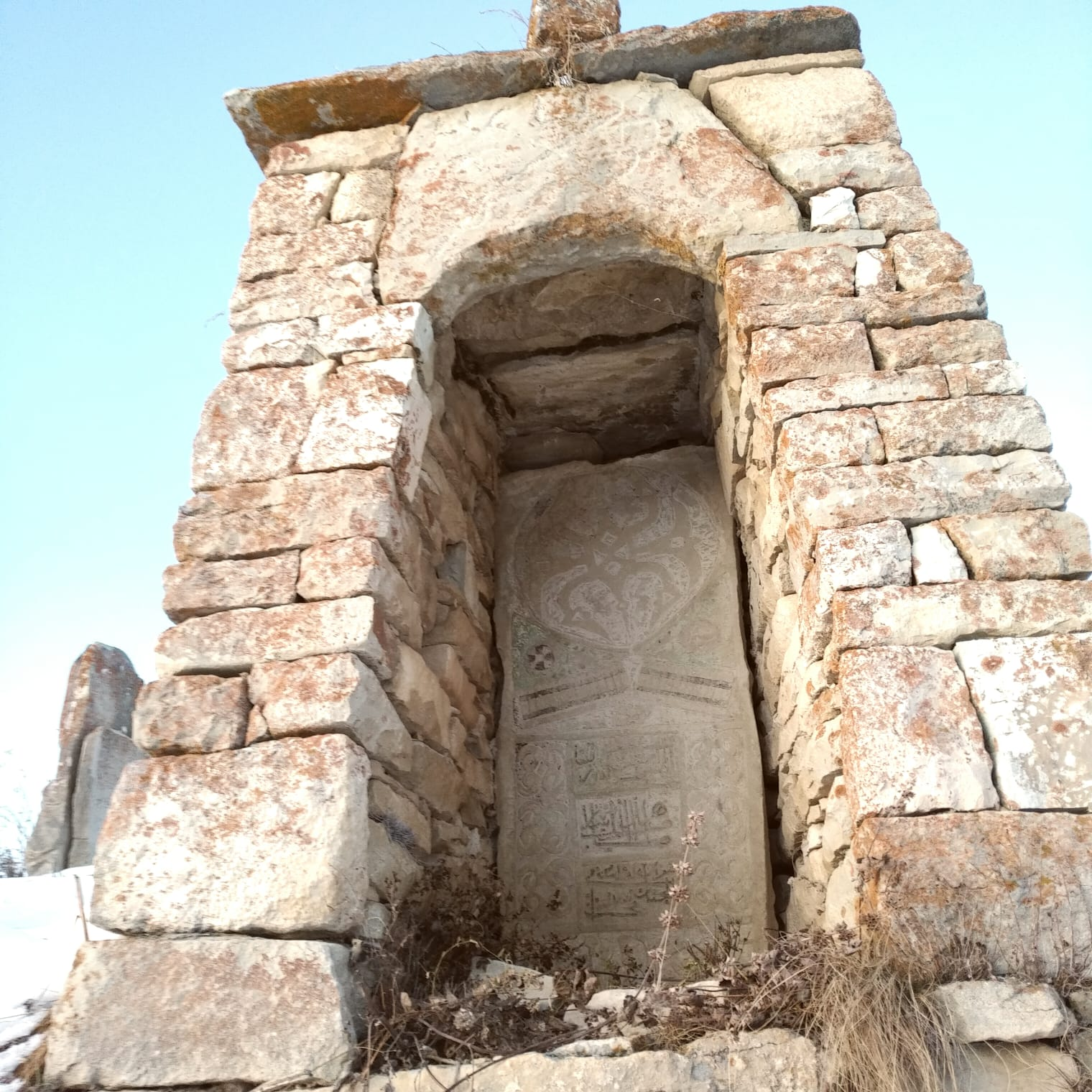
Надгробный памятник с петроглифами. Хой.

На чеченских башня встречаются в форме декора изображение домашних животных, быка, барана, не в виде петроглифа, а в виде каменного изваяния. Каменной головой барана украшен фасад жилой башни в Химое, двумя аналогичными скульптурами (крупной и маленькой) — фасад боевой башни на горе Бекхайла. Похожие изваяния в форме декора присутствуют на святилище-мавзолее в средневековом замковом комплексе Туга.